# 西谷凜
西谷 凜（にしたに りん、2002年7月8日 - ）は日本中央競馬会 (JRA) ・栗東トレーニングセンターに所属する茶木太樹厩舎の調教助手、元騎手。父は障害専門騎手の西谷誠で、祖父も障害で活躍した西谷達男。

## 来歴
障害競走での活躍騎手の家系に生まれ、騎手を目指す。
2018年、JRA競馬学校に第37期生として入学。2021年に卒業し栗東・谷潔厩舎所属で騎手としてデビュー。
2021年3月6日、初騎乗となる阪神2Rでのセンスオブユニティは14着。同年4月25日、新潟5Rでハイラブハンターに騎乗し1着となり初勝利。デビューから56戦目、新人8人の中で最後の勝ち上がりは所属谷厩舎の管理馬であった。
2022年4月23日の福島1Rにてダンツカプリに騎乗時レース前の検量で定められた負担重量の53キロに対し200グラム超過も施行規定に基づき、そのまま53.2キロの負担重量でレースに騎乗、同馬は9着となった。その後の事情聴取で少しでも軽くしようと｢保護ベスト｣の｢クッション｣を自ら抜き、｢騎手装具｣を改造した事も発覚した。2021年5月には｢体重調整｣に失敗して｢脱水症状｣を起こし、全鞍乗り代わりとなり開催2日間の騎乗停止、2022年2月にも体重調整ができず30日間（開催11日間）の騎乗停止処分を受けており、デビューから1年余りで3度目の騎乗停止処分のため｢裁定委員会｣の議定があるまで騎乗停止という重い処分となった。最終処分は3ヶ月の騎乗停止。これを受け減量苦の克服はできずと判断し、2022年10月31日付で引退を決意。11月1日より栗東・茶木太樹厩舎の調教助手に転向。

## 騎乗成績
- 年度別成績 （ネット競馬参照）